# Mašovice (Hořepník)
Mašovice (německy Maschowitz) je malá vesnice, část obce Hořepník v okrese Pelhřimov. Nachází se asi 3 km na jihovýchod od Hořepníku. V roce 2009 zde bylo evidováno 12 adres. V roce 2001 zde trvale žili dva obyvatelé
Mašovice leží v katastrálním území Mašovice u Hořepníku o rozloze 2,15 km2.

## Historie
První písemná zmínka o obci pochází z roku 1300.

## Pamětihodnosti
- Kaplička

## Další fotografie

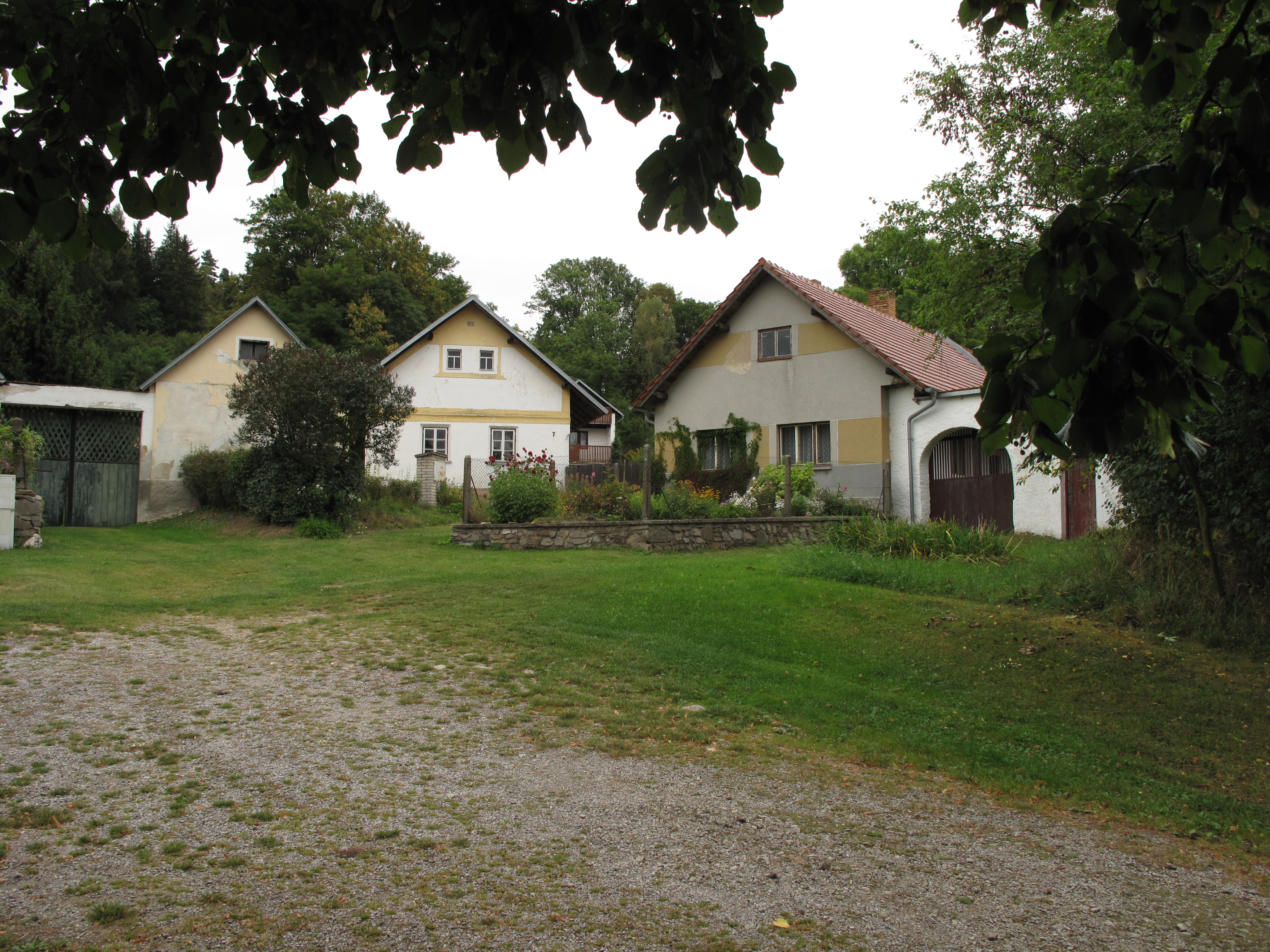
Náves
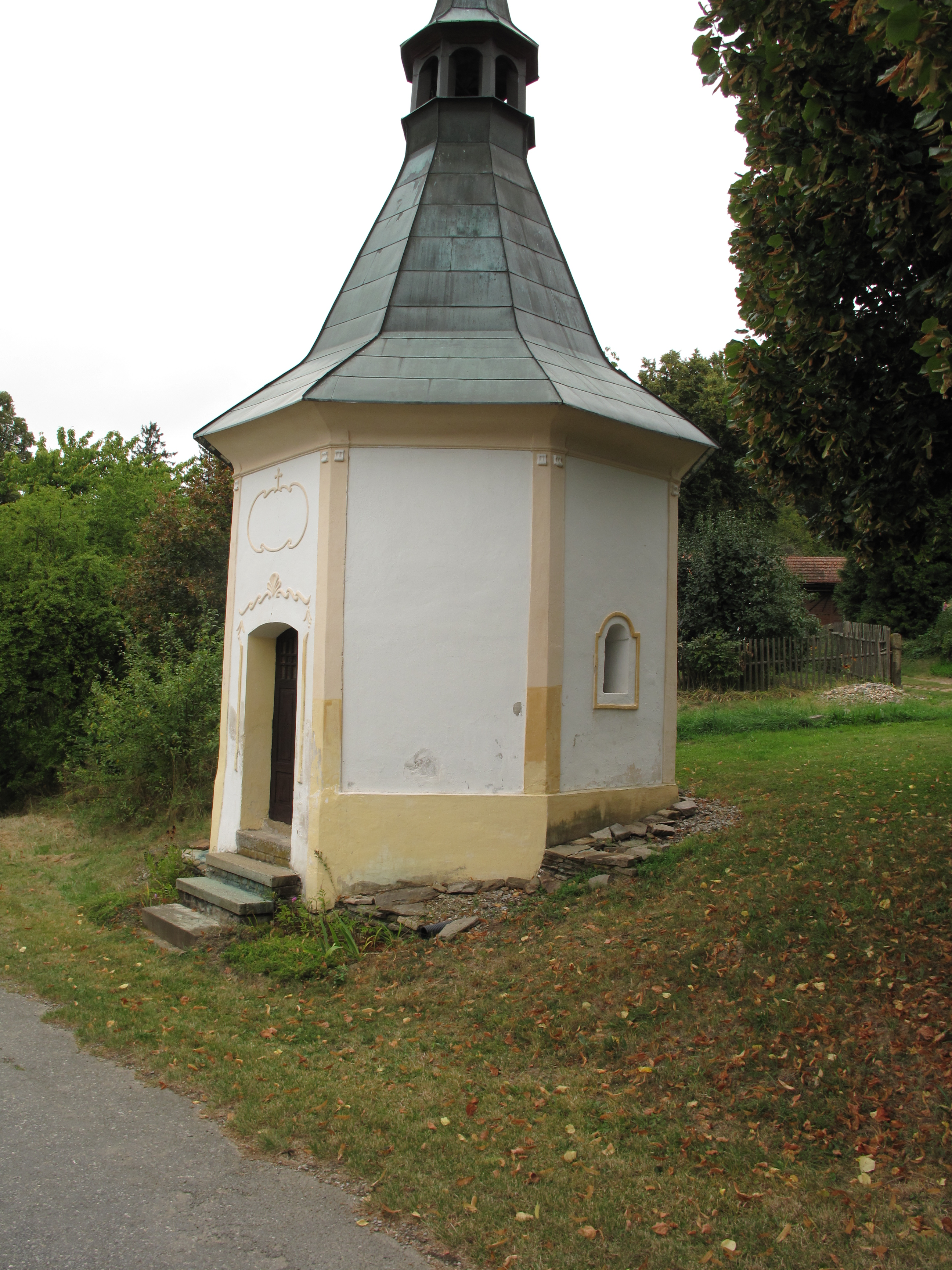
Kaple
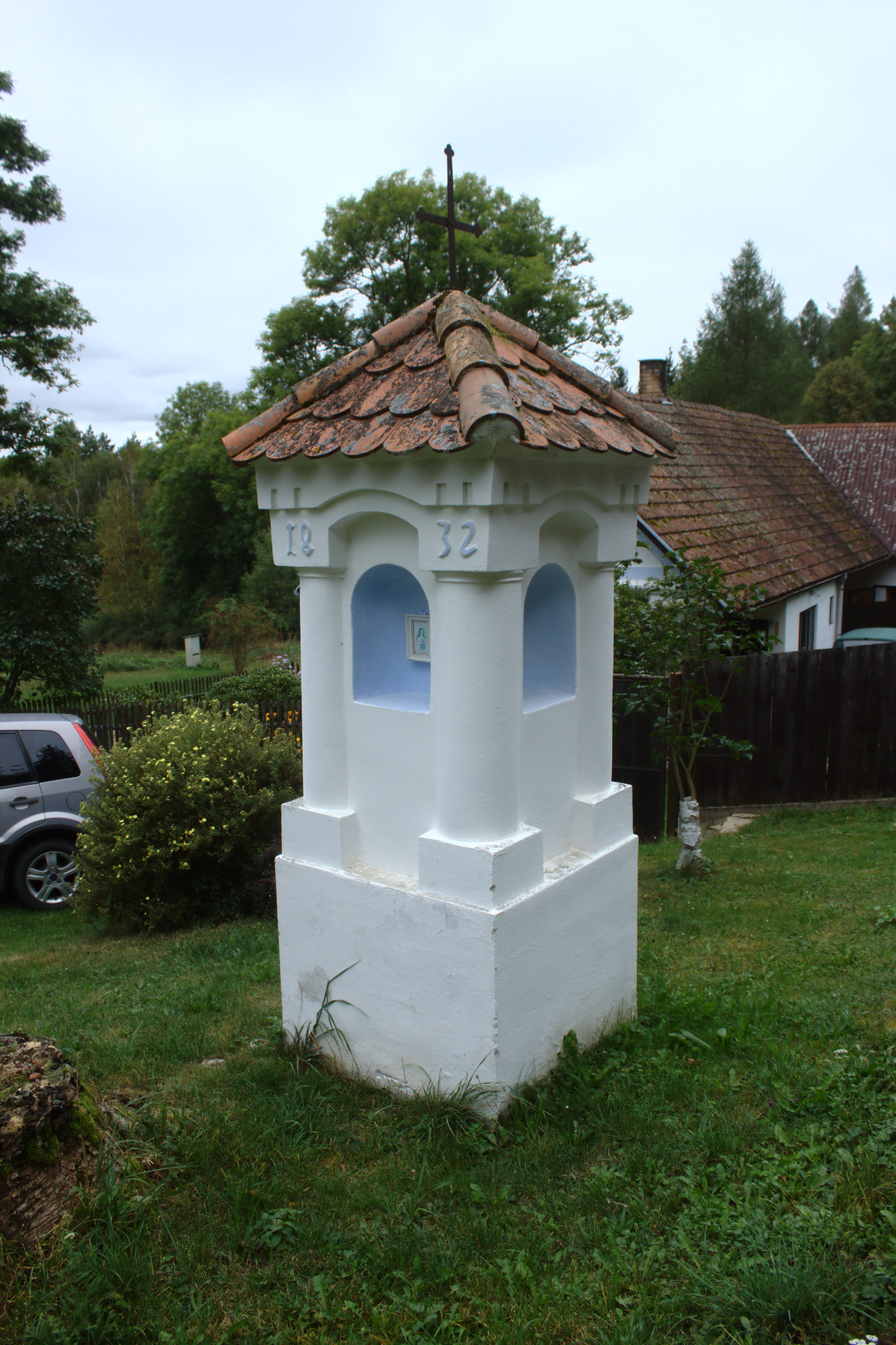
Kaplička